# 1956 en Belgique
Chronologie de la Belgique
- 1952
- 1953
- 1954
- 1955
- 1956
- 1957
- 1958
- 1959
- 1960

Cette page recense des événements qui se sont produits durant l'année 1956 en Belgique.

## Chronologie
- 29 mai : la commune de Dison est frappée par une inondation catastrophique, conséquence d'un orage dévastateur qui s'abat sur la région. Quatre personnes y perdent la vie[1].
- 8 août : catastrophe du Bois du Cazier à Marcinelle. 262 mineurs perdent la vie[2],[3].  L’origine de cet accident était une succession de dysfonctionnements à la suite d’une erreur humaine : un chariot mal engagé a été remonté, il a arraché une conduite d’huile, une conduite électrique. Un arc électrique s’est réalisé boutant le feu, le tout attisé par une conduite d’air comprimé arrachée.

- 14 décembre : Paul-Henri Spaak est nommé secrétaire général de l'OTAN[4].

## Culture

### Bande dessinée
Albums parus en 1956 :
- L'Affaire Tournesol d'Hergé.
- Les Chèvraliers de Willy Vandersteen.
- La Colonne ardente et Le Talisman de Timour de Sirius.
- Le Dictateur et le Champignon de Franquin et Rosy.
- Lune d'argent et Les Soucoupes volantes de Jijé.
- Le Lutin du Bois aux Roches et La Pierre de Lune de Peyo.
- La Machine à conquérir le monde d'Eddy Paape et Jean-Michel Charlier.
- La Marque jaune d'Edgar P. Jacobs.
- La Mauvaise Tête de Franquin.
- Oscar et ses mystères de Will et Albert Desprechins.
- Phil Defer de Morris.
- Tif et Tondu contre la main blanche de Will et Rosy.

### Cinéma
- La Belote de Ture Bloemkuul d'Émile-Georges De Meyst et Jean-Louis Colmant.
- Le Circuit de minuit et Le Toubib, médecin du gang d'Ivan Govar.
- Décembre, mois des enfants, film documentaire d'Henri Storck.

### Littérature

#### Prix littéraires
- Prix des lettres néerlandaises : Herman Teirlinck[5].
- Prix Victor-Rossel : Stanislas d’Otremont, L'Amour déraisonnable.

#### Littérature francophone
- Coupon 44, roman de Daniel Gillès[6].
- Les Mensonges, roman de Françoise Mallet-Joris.
- Mission pour Thulé et Les Monstres de l'espace, romans d'Henri Vernes (Bob Morane).
- Le Mont des Oliviers, roman de Marie-Thérèse Bodart[7].
- Octobre, long dimanche, roman de Guy Vaes[8].
- L'Œuf, pièce de Félicien Marceau[9].
- Le Paria couronné, recueil posthume de Jean de Bosschère[10].
- La Sortie est au fond de l'espace, roman de science-fiction de Jacques Sternberg[8].
- Vacances secrètes, roman de Maud Frère[11].
- Le Voleur d'étincelles, recueil de Maurice Carême[12].

#### Romans policiers deGeorges Simenon
- Les Complices.
- En cas de malheur.
- Le Petit Homme d'Arkhangelsk.
- Un échec de Maigret

## Sciences
- Prix Francqui : Louis Remacle (philologie romane, ULg)[13].
- Fondation du Training Center for Experimental Aerodynamics à Rhode-Saint-Genèse.

## Naissances
- 5 janvier : Jo Lemaire, chanteuse.
- 2 avril : Dany Vandenbossche, homme politique († 1er décembre 2013).
- 19 avril : Jean-Marc Renard, boxeur († 27 août 2008).
- 5 mai : Kamagurka, auteur de bande dessinée, peintre et humoriste.
- 26 mai : Paul Put, joueur de football.
- 22 juin : Alfons De Wolf, coureur cycliste.
- 15 juillet : Alex Hagelsteens, athlète.
- 16 août : Daniel Willems, coureur cycliste († 2 septembre 2016).
- 19 septembre : Patrick Janssens, homme politique.
- 22 septembre : Jean-Claude Servais, auteur de bande dessinée.
- 30 septembre : Marie-Esméralda, princesse de Belgique.
- 15 octobre : Patrick Avril, homme politique.
- 16 octobre : 
  - Jean-Claude Marcourt, homme politique.
  - Rik Torfs, canoniste, homme politique.
- 28 octobre : Franky Vercauteren, joueur et entraîneur de football.
- 6 novembre : Marc Dutroux, tueur en série et délinquant sexuel.
- 9 novembre : Lei Clijsters, joueur et entraîneur de football († 4 janvier 2009).
- 29 décembre : Ptiluc, auteur de bande dessinée.

## Décès
- 1er février : Oscar Bossaert, homme politique, industriel et footballeur (° 5 novembre 1887).
- 6 mai : Arthur Vanderstuyft, coureur cycliste (° 23 décembre 1883).
- 12 juillet : Maurice Auguste Lippens, homme politique, gouverneur général du Congo belge (° 21 août 1875).
- 1er octobre : Stan Ockers, coureur cycliste (° 3 février 1920), mort à la suite d'une chute sur la piste des Six jours d'Anvers.
- 30 octobre : Jacques Moeschal, joueur de football (° 6 septembre 1900).